# Hội nhập khu vực

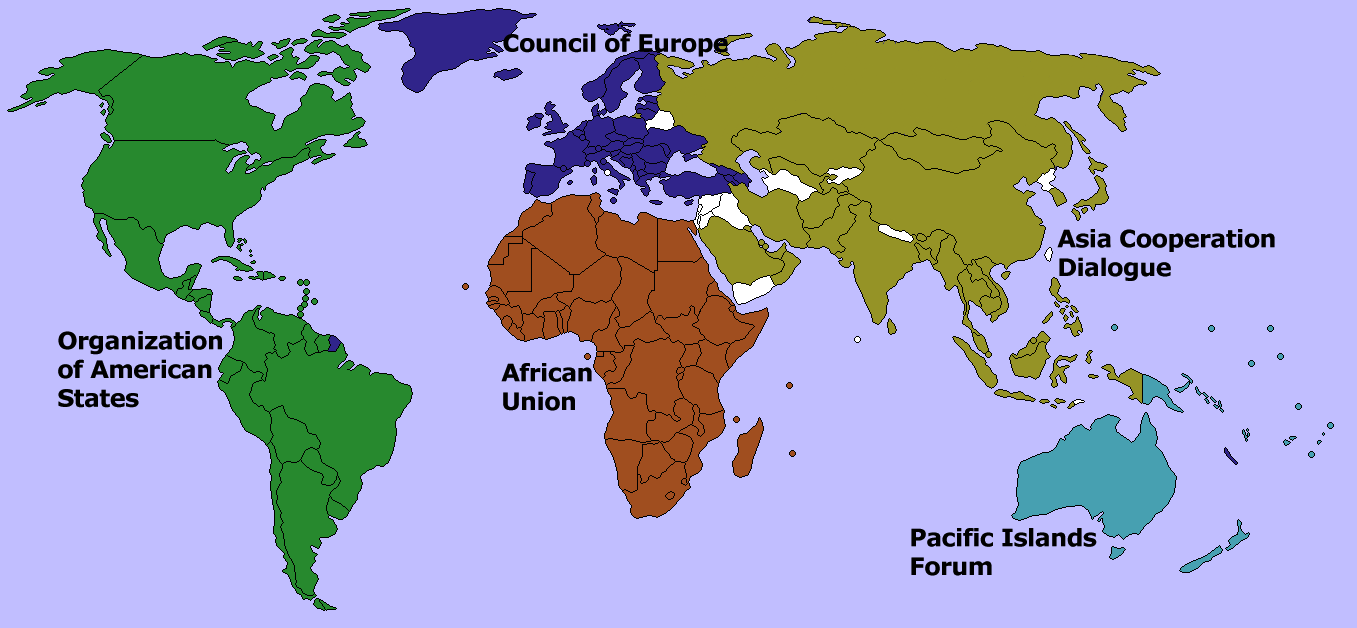
Các tổ chức nhóm hầu hết tất cả các quốc gia trong các lục địa tương ứng của họ. Lưu ý rằng Nga là thành viên của cả Hội đồng Châu Âu (COE) và Đối thoại Hợp tác Châu Á (ACD), và Cuba đã được phục hồi làm thành viên của Tổ chức các Quốc gia Châu Mỹ (OAS) vào năm 2009.

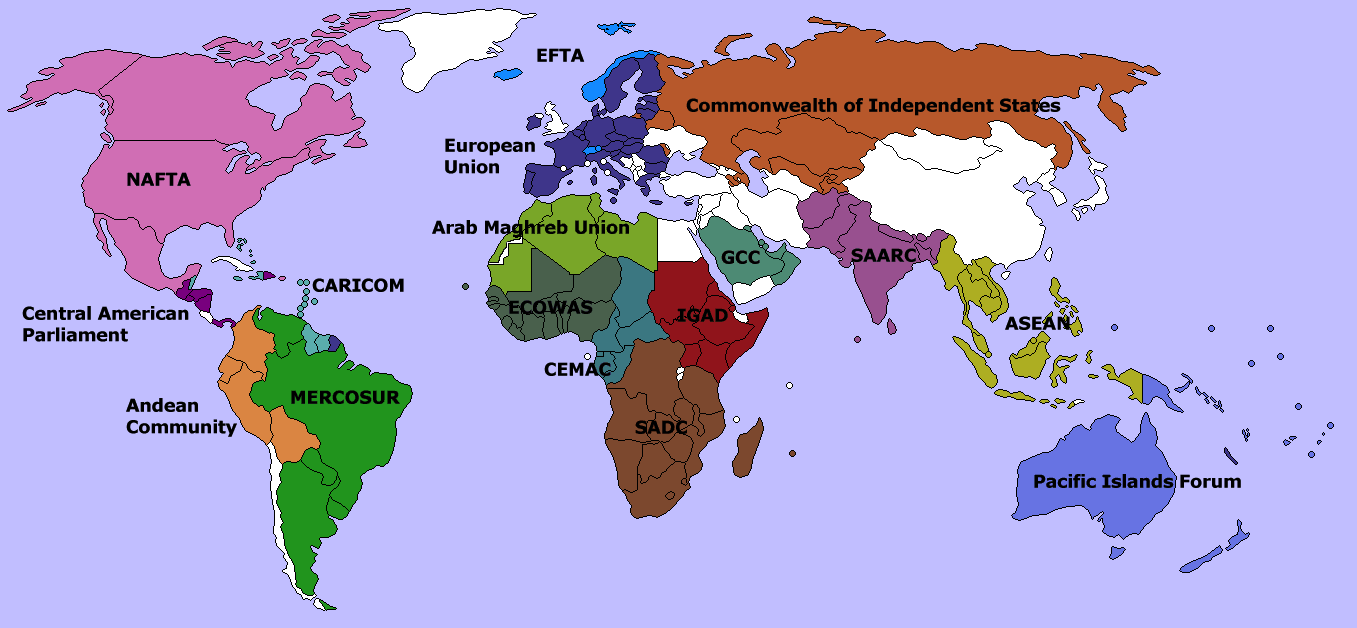
Một số tổ chức khu vực nhỏ hơn có tư cách thành viên không chồng chéo.

Hội nhập khu vực là một quá trình trong đó các nước láng giềng tham gia vào một thỏa thuận nhằm nâng cấp hợp tác thông qua các thể chế và quy tắc chung. Các mục tiêu của hiệp định có thể bao gồm từ kinh tế đến chính trị đến môi trường, mặc dù nó thường mang hình thức của một sáng kiến kinh tế chính trị trong đó lợi ích thương mại là trọng tâm để đạt được các mục tiêu an ninh và chính trị xã hội rộng lớn hơn, như các chính phủ quốc gia xác định. Hội nhập khu vực đã được tổ chức thông qua các cấu trúc thể chế siêu quốc gia hoặc thông qua việc ra quyết định liên chính phủ, hoặc kết hợp cả hai.

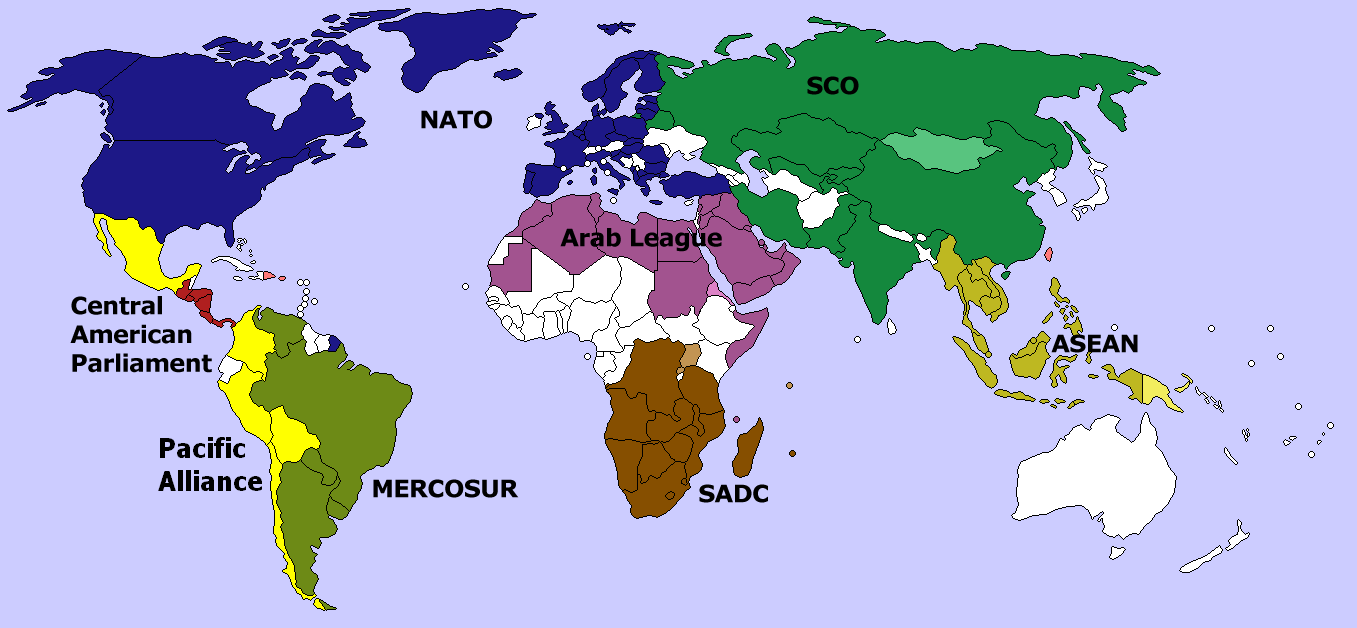
Một số liên minh lớn không chồng chéo. Màu sắc nhẹ nhàng hơn biểu thị quốc gia quan sát viên / liên kết hoặc ứng cử viên.

Những nỗ lực trước đây về hội nhập khu vực thường tập trung vào việc xóa bỏ các rào cản đối với thương mại tự do trong khu vực, tăng cường sự di chuyển tự do của người, lao động, hàng hóa và vốn qua biên giới quốc gia, giảm khả năng xảy ra xung đột vũ trang khu vực (ví dụ, thông qua Sự tự tin và biện pháp xây dựng An ninh), và áp dụng các quan điểm gắn kết của khu vực về các vấn đề chính sách, chẳng hạn như môi trường, biến đổi khí hậu và di cư.
Thương mại nội vùng là thương mại tập trung vào trao đổi kinh tế chủ yếu giữa các quốc gia trong cùng khu vực hoặc khu vực kinh tế. Trong những năm gần đây, các nước trong chế độ kinh tế - thương mại như ASEAN ở Đông Nam Á đã tăng mức độ trao đổi thương mại và hàng hóa giữa các nước, làm giảm lạm phát và hàng rào thuế quan liên quan đến thị trường nước ngoài, dẫn đến sự thịnh vượng ngày càng tăng.

## Tổng quan
Hội nhập khu vực được định nghĩa là quá trình mà qua đó các quốc gia độc lập "tự nguyện hòa nhập, hợp nhất và hòa trộn với các nước láng giềng của họ để làm mất đi các thuộc tính thực tế của chủ quyền trong khi có được các kỹ thuật mới để giải quyết xung đột giữa họ." De Lombaerde và Van Langenhove mô tả nó như một hiện tượng trên toàn thế giới của các hệ thống lãnh thổ làm tăng tương tác giữa các thành phần của chúng và tạo ra các hình thức tổ chức mới, cùng tồn tại với các hình thức tổ chức truyền thống do nhà nước lãnh đạo ở cấp quốc gia. Một số học giả coi hội nhập khu vực chỉ đơn giản là quá trình các quốc gia trong một khu vực cụ thể tăng cường tương tác ở cấp độ của họ đối với các vấn đề kinh tế, an ninh, chính trị hoặc xã hội và văn hóa.
Tóm lại, hội nhập khu vực là sự gia nhập của các quốc gia riêng lẻ trong một khu vực thành một tổng thể lớn hơn. Mức độ hội nhập phụ thuộc vào sự sẵn sàng và cam kết của các quốc gia có chủ quyền độc lập trong việc chia sẻ chủ quyền của họ. Việc hội nhập sâu rộng mà trọng tâm là điều tiết môi trường kinh doanh theo nghĩa tổng quát hơn đang gặp rất nhiều khó khăn.
Theo Van Langenhove, các sáng kiến hội nhập khu vực cần thực hiện ít nhất tám chức năng quan trọng:
- tăng cường hội nhập thương mại trong khu vực
- tạo ra một môi trường thuận lợi thích hợp cho sự phát triển của khu vực tư nhân
- phát triển các chương trình cơ sở hạ tầng để hỗ trợ tăng trưởng kinh tế và hội nhập khu vực
- sự phát triển của các thể chế khu vực công mạnh và quản trị tốt;
- giảm loại trừ xã hội và phát triển một xã hội dân sự hòa nhập
- đóng góp cho hòa bình và an ninh trong khu vực
- xây dựng các chương trình môi trường ở cấp khu vực
- sự tăng cường tương tác của khu vực với các khu vực khác trên thế giới.[2]